# Kristófer Kristinsson
Kristófer Ingi Kristinsson (Garðabær, 7 april 1999) is een IJslands voetballer die doorgaans als speelt als centrumspits of vleugelspits. In augustus 2023 verruilde hij VVV-Venlo voor Breiðablik.

## Loopbaan
Kristinsson groeide bij Stjarnan uit tot IJslands jeugdinternational. Dusdoende trok hij de belangstelling van sc Heerenveen waar hij in 2014 op proef was. Op 16-jarige leeftijd debuteerde hij als invaller in het eerste elftal van Stjarnan tijdens een met 3-2 verloren uitwedstrijd bij Keflavík ÍF, op 9 maart 2016 voor de IJslandse League Cup. In juli 2016 tekende de aanvaller een contract tot medio 2019 bij Willem II. Daar maakte hij op 25 februari 2018 zijn competitiedebuut tijdens een thuiswedstrijd tegen Roda JC (1-0). Hij viel in voor Bartholomew Ogbeche. Kristinsson weigerde in 2019 zijn aflopende contract bij Willem II te verlengen en koos, ondanks interesse van PSV, voor Grenoble Foot 38 uit de Franse Ligue 2. Een jaar later streek de IJslander alsnog in Eindhoven neer, toen hij voor een jaar werd gehuurd van Grenoble om voor Jong PSV uit te komen. Met 8 doelpunten groeide de aanvaller uit tot clubtopscorer van Jong PSV in het seizoen 2020/21. In juli 2021 tekende Kristinsson een driejarig contract bij SønderjyskE. Zijn verblijf bij de Deense club was geen succes. De dure aanvaller scoorde geen enkel competitiedoelpunt en na de degradatie uit de Superligaen besloot SønderjyskE zijn nog doorlopende contract voortijdig te ontbinden. De transfervrije Kristinsson tekende op 5 september 2022 een eenjarig contract bij VVV-Venlo met een optie voor een extra seizoen. De IJslander was een van de tien spelers van wie VVV na afloop van het seizoen 2022/23 het contract niet verlengde. Vervolgens keerde de transfervrije aanvaller terug naar zijn geboorteland waar hij een contract tekende tot het einde van het seizoen bij Breiðablik.

## Clubstatistieken
| Seizoen                                | Club             | Competitie     | Competitie | Competitie | Beker | Beker | Overig1 | Overig1 | Totaal | Totaal |
| Seizoen                                | Club             | Competitie     | Wed.       | Dlp.       | Wed.  | Dlp.  | Wed.    | Dlp.    | Wed.   | Dlp.   |
| -------------------------------------- | ---------------- | -------------- | ---------- | ---------- | ----- | ----- | ------- | ------- | ------ | ------ |
| 2016                                   | Stjarnan         | Úrvalsdeild    | 0          | 0          | 0     | 0     | 1       | 0       | 1      | 0      |
| 2016/17                                | Willem II        | Eredivisie     | 0          | 0          | 0     | 0     | —       | —       | 0      | 0      |
| 2017/18                                | Willem II        | Eredivisie     | 2          | 0          | 0     | 0     | —       | —       | 2      | 0      |
| 2018/19                                | Willem II        | Eredivisie     | 11         | 1          | 3     | 1     | —       | —       | 14     | 2      |
| 2019/20                                | Grenoble Foot 38 | Ligue 2        | 6          | 0          | 0     | 0     | —       | —       | 6      | 0      |
| 2020/21                                | → Jong PSV       | Eerste divisie | 32         | 8          | —     | —     | —       | —       | 32     | 8      |
| 2021/22                                | SønderjyskE      | Superligaen    | 20         | 0          | 5     | 4     | —       | —       | 25     | 4      |
| 2022/23                                | SønderjyskE      | 1. division    | 2          | 0          | 1     | 0     | —       | —       | 3      | 0      |
| 2022/23                                | VVV-Venlo        | Eerste divisie | 14         | 0          | 2     | 0     | 2       | 0       | 18     | 0      |
| 2023                                   | Breiðablik       | Úrvalsdeild    | 6          | 2          | 0     | 0     | 4       | 0       | 10     | 2      |
| 2024                                   | Breiðablik       | Úrvalsdeild    | 20         | 4          | 0     | 0     | 9       | 5       | 29     | 9      |
| Carrièretotaal                         | Carrièretotaal   | Carrièretotaal | 113        | 15         | 11    | 5     | 16      | 5       | 140    | 25     |
| Bijgewerkt tot en met 26 december 2024 |                  |                |            |            |       |       |         |         |        |        |

1Overige wedstrijden, te weten Conference League, play-off en IJslandse League Cup.